# Мусолітін Олександр Володимирович
Олександр Володимирович Мусолітин (нар. 28 вересня 2004, Одеса) — український футболіст, півзахисник естонського клубу «Нимме Калью».

## Кар'єра
Вихованець академії «Чорноморця» з рідної Одеси, після чого грав у молодіжних командах «Колоса» та «Кривбасу». Навесні 2022 року через вторгнення Росії покинув Україну і приєднався до молодіжної команди іспанського «Леванте».
Влітку 2023 року перейшов до естонського клубу «Нимме Юнайтед». У його складі дебютував на дорослому рівні 12 серпня у матчі проти клубу «Табасалу», а перший гол забив 22 вересня у ворота резервної команди «Пайде». Разом із клубом заробив підвищення до Мейстріліги, де першим голом відзначився 5 квітня 2024 року, принісши перемогу над «Таммекою».
На початку 2025 року перейшов у інший місцевий клуб «Нимме Калью», з яким став Суперкубка Естонії 2025 року.

## Особисте життя
Олександр Мусолітін походить із відомої футбольної родини. Його дід був футболістом і у шістдесятих роках XX століття виступав у «Чорноморці-2». Батько Олександра, Володимир Мусолітін, з 1995 по 1997 рік виступав у складі головної команди одеситів, а також провів кілька матчів за збірну України. Брат Олександра, Микола, також став футболістом і був переможцем молодіжного чемпіонату світу 2019 року.